# リチャード・ホール (画家)

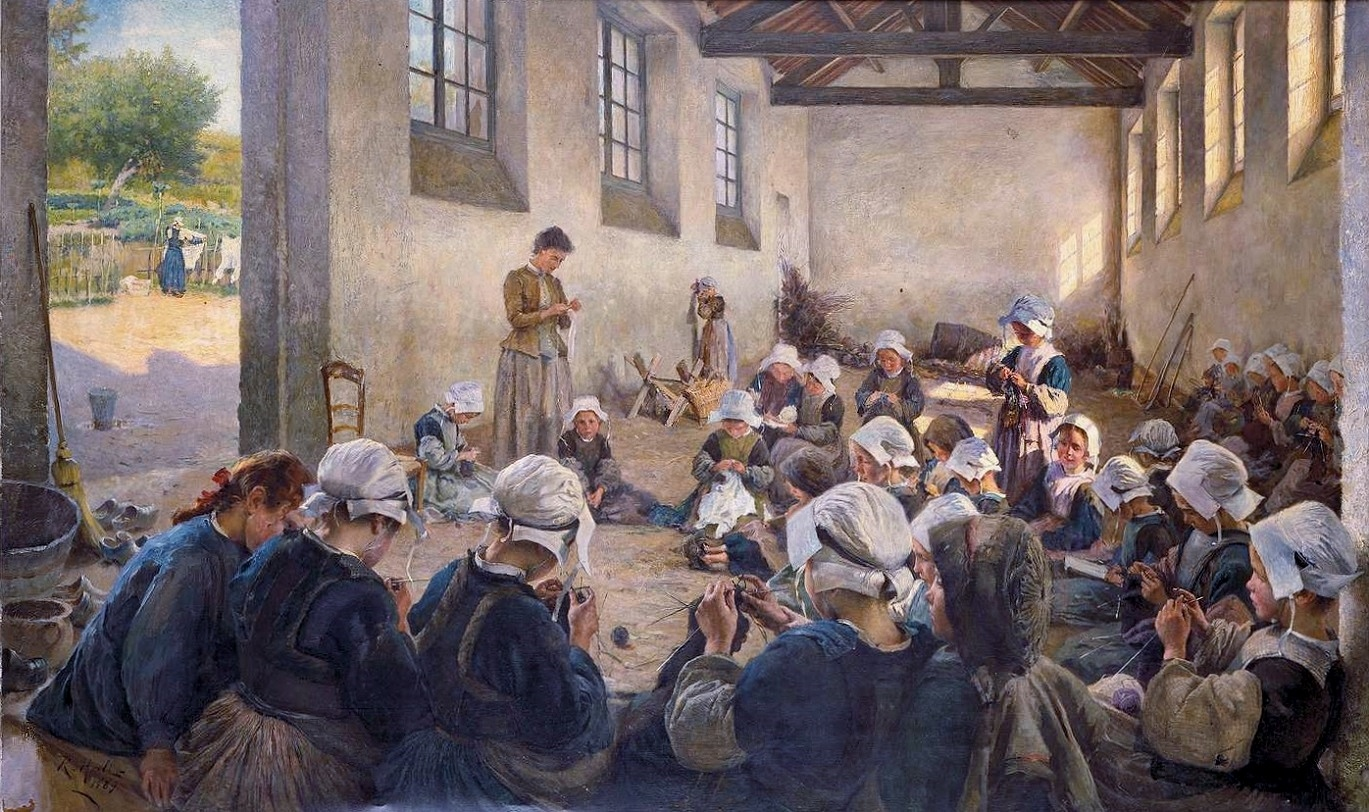
リチャード・ホール作、「少女のための学校」(1890) レンヌ美術館蔵

リチャード・ホール（Richard Hall、1860年4月18日 – 1942年6月23日）は、フィンランド生まれの画家。フランスやアメリカ、アルゼンチンで働いた。肖像画などで知られている。

## 略歴
フィンランド南西部サタクンタ県のポリで生まれた。父親はイギリス人の実業家で、祖父が1800年代の初めにフィンランドに移住してきた家系であった。その後、一家はヘルシンキに移った後、1867年にロンドンに移った。15歳の時、家族とストックホルムに移り、ストックホルムのスウェーデン王立美術院に入学した。ゲオルク・フォン・ローゼンやアーギュスト・マルムストレムといった画家たちに学び、エドヴァルド・ペルセウスの画塾でも学んだ。
アカデミーでいくつかの賞を受賞し、リッカルド・ベリやオスカル・ビョルク、ブルーノ・リリエフォッシュやアンデシュ・ソーンといった同世代のスウェーデンの画家たちと交流した。
美術院を卒業後、パリに修行に出て、リッカルド・ベリとスタジオを共有し、ジャン＝ポール・ローランスやラファエル・コラン、ジャン＝ジョセフ・バンジャマン＝コンスタンといった画家に学んだ。パリではアルベルト・エデルフェルトやヴィッレ・ヴァルグレン(Ville Vallgren)といったフィンランド出身の美術家とも知り合った。はじめ風俗画を描いていたが、上流階級の人々の肖像画を専門とするようになった。1883年からパリのサロンに作品を出展し、パリのジョルジュ・プティの画廊でも作品を展示した。
1881年に結婚し、2人の子供が生まれ、ブルターニュで6年ほど暮らしたが、1891年に妻は亡くなった。1906年に再婚する。
1902年にアメリカの富豪の息子、ウィリアム・キッサム・ヴァンダービルトに招かれてニューヨークに移り、ヴァンダービルト家の人々やニューヨークの上流階級の人々の肖像画を描いた。1903年と1907年にニューヨークのノードラー商会の画廊で作品を展示し、1904年と1905年にはロンドンのロイヤル・アカデミー・オブ・アーツの展覧会に出展した。生まれ故郷のフィンランドで作品を展示したのは1909年の一度だけであったが、両親と会うためにしばしばフィンランドを訪れた。
1915年にアルゼンチンに移住し、リゾート地のマル・デル・プラタに住んだ。アルゼンチンでは絵画の他に、「El Hogar」、「El Mundo」といった雑誌や新聞を発行していアルゼンチンの出版社(Editorial Haynes)のためにイラストレーターとして働いた。1942年にアルゼンチンのブエノスアイレスで亡くなった。

## 作品

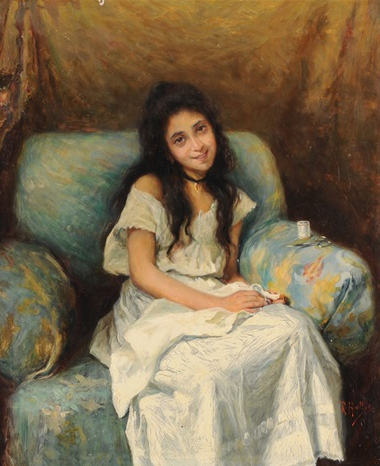
縫物をする若い女性 (1913)
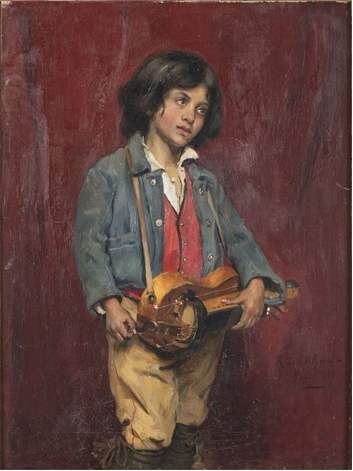
弦楽器を持つ少年
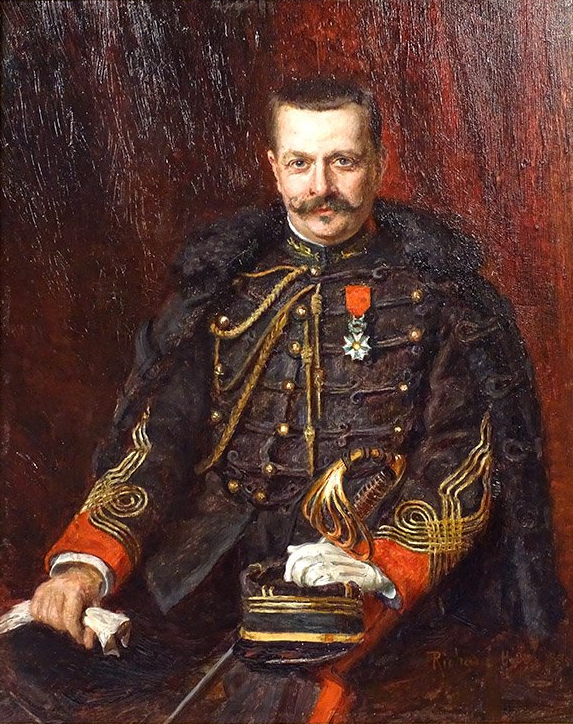
軍人の肖像画
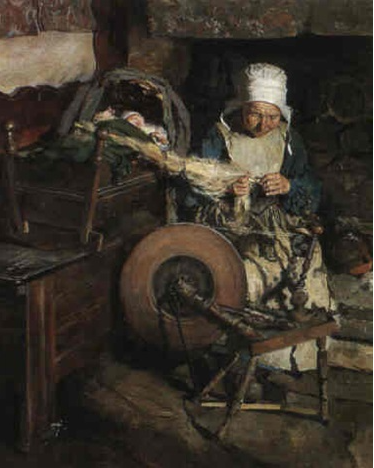
ブルターニュの室内で働く女性